# 안타이지

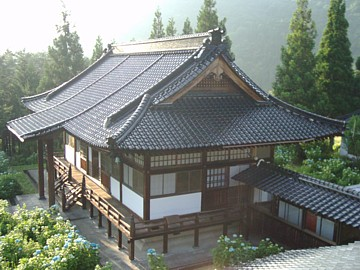

안타이지(安泰寺)는 일본 효고현 미카타군 신온센정의 산인 해안 국립공원 인근에 위치한 조동종 선수행 도장이며, 산 속에 약 50 헥타아르의 광대한 경내지를 가지고 있어 수행자들이 직접 산간 농지의 경작, 벌초 벌목 등을 하며 좌선에 정진하는 자급자족의 생활을 통하여 불법을 공부를 하는 것이 특징이다.

## 역사
안타이지는 조동종에 속한 수행학당으로, 1921년 승려 오카 소탄에 의해 학문연구의 목적으로 교토 서부에 창건된 이래 많은 학승들을 배출하였다. 제2차 세계대전 후 안타이지는 소실되었지만 1949년에 승려 사와키 고도와 사제 우치야마 고쇼에 의해 재건되었으며, 이들은 안타이지로 옮겨와 이곳을 순수한 좌선수행을 행하는 수행 도장으로 부흥시켜 1960년대 후반부터 점차 세간에 알려지기 시작해 일본 뿐 아니라 전세계에서 많은 수행자들이 모여 들었다. 그러나 방문객의 증가와 사찰 주변에 새로운 가택들이 들어섬에 따라 소음이 심각해져 수행에 차질이 생기자 7대 주지인 와타나베 고호는 현재의 위치인 효고현 서쪽에 안타이지를 이전했으며, 중국의 선풍의 근본으로 돌아가 하루 일하지 않으면 하루 먹지 말라는 자급자족의 선풍토를 재현하며 새로운 형태의 수행 방식을 세웠다.